# Middlesbrough F.C.
Middlesbrough Football Club je angleški nogometni klub iz mesta Middlesbrough v grofiji severni Yorkshire. Klub je bil ustanovljen leta 1876 in trenutno igra v Championshipu, 2. angleški nogometni ligi. Je pa  eden od ustanoviteljev Premier Lige.
Z domačih tekmovanj drži Middlesbrough 4 naslove prvaka 2. angleške lige (1926/27, 1928/29, 1973/74, 1994/95), 2 naslova podprvaka 3. angleške lige (1966/67, 1986/87) in 3 naslove prvaka angleške severne lige (1893/94, 1894/95, 1896/97). Le dvakrat je v svoji zgodovini igral nižje od prvih dveh najmočnejših angleških nogometnih lig. Leta 2004 je osvojil ligaški pokal, kateri je Middlesbroughova največja trofeja. Je pa tudi enkratni podprvak FA pokala (1996/97). V evropskih tekmovanjih pa je Middlesbroughov najboljši dosežek osvojitev naziva podprvaka v Evropski ligi leta 2006. V finalu je bila boljša španska Sevilla (0-4). Je pa tudi enkratni prvak anglo-škotskega pokala iz leta 1976 ter enkratni prvak pokala Kirin (1980).
Domači stadion Middlesbrougha je od leta 1995 Riverside, ki sprejme 33.746 gledalcev. Pred njim je bil Ayresome Park. Barvi dresov sta rdeča in bela. Nadimka nogometašev pa sta The Boro in Smoggies

## Rivalstvo
Rivali Middlesbrougha so Sunderland, Newcastle United in Leeds United.